# Scuola per stranieri di lingua e cultura italiana di Alghero
La Scuola di lingua e cultura italiana per stranieri è nata nel 2010 come diretta emanazione della Facoltà di Lettere e Filosofia dell'Università di Sassari, in collaborazione con il comune di Alghero. Le finalità sono quelle di offrire a studenti stranieri l'opportunità di apprendere o approfondire la lingua e la cultura italiana e della Sardegna.

## Descrizione
L'Unisstral, l'unica Scuola Universitaria in Sardegna, costituita dalla Facoltà di Lettere e Filosofia dell'Università di Sassari in collaborazione col Comune di Alghero, è attualmente amministrata dal CLA (Centro Linguistico di Ateneo) e dal Dipartimento di Scienze Umanistiche e Sociali dell'Ateneo Sassarese.
La scuola, impegnata nell'attività di insegnamento, ricerca e diffusione dell'italiano quale L2, intende offrire a studenti stranieri l'opportunità di apprendere o approfondire la lingua e la cultura italiana e della Sardegna. Il suo progetto didattico prevede corsi di lingua di livelli diversi a seconda delle competenze già possedute, ma anche corsi di alta cultura che mirano a far conoscere aspetti importanti della storia, della tradizione e dell'ambiente italiano e isolano, con particolare attenzione alla promozione del rapporto col territorio algherese e delle sue specificità.

## Offerta formativa
L'offerta formativa prevede corsi di lingua e cultura italiana rivolti a tutte le persone interessate a conoscere o approfondire la lingua e cultura italiana e della Sardegna, suddivisi per livelli, come previsto dal Quadro Comune Europeo di riferimento per la conoscenza delle lingue (QCER);corsi di perfezionamento intesi ad attivare i processi di apprendimento e acquisizione nelle quattro abilità linguistiche (ascolto, parlato, lettura e scrittura); corsi a scopi speciali, che mirano al perfezionamento di specifiche competenze linguistico-professionali settoriali, privilegiando gli indirizzi letterario, economico, giuridico e  medico; Summer School, corsi intesi a far conoscere la lingua e cultura italiana e sarda, offrendo nel periodo estivo la possibilità di trascorrere una vacanza diversa, utile e coinvolgente, associando lo studio a percorsi culturali attraverso nostra Isola; corsi di formazione e aggiornamento per gli insegnanti (certificazioni DITALS) ).
Sono previste inoltre attività culturali e ricreative, che si integrano con i programmi didattici, ma possono rispondere anche a specifiche esigenze degli studenti: al desiderio di apprendere la lingua si accompagna l'interesse o la curiosità di conoscere Alghero e la Sardegna, secondo standard culturali elevati capaci di lasciarsi alle spalle i cliché folkloristici.
- corsi di lingua e cultura italiana
- corsi di perfezionamento
- corsi speciali
- Summer School
- corsi per insegnanti di italiani L2
La scuola propone inoltre corsi sulla storia e la cultura della Sardegna.
Collabora con il consorzio "Turismi e Culture" di Alghero

## Certificazioni finali
Tutti i corsi prevedono sia la certificazione linguistica conforme ai canoni europei QCER: gli attestati e i relativi crediti formativi universitari sono infatti validi a livello internazionale. I docenti sono in rapporto diretto con Facoltà di Lettere e Filosofia dell'Università degli Studi di Sassari.